# 阿提密斯·恩崔立
阿提密斯·恩崔立（Artemis Entreri）是角色扮演游戏《龙与地下城》中被遗忘的国度游戏设定中的角色之一，是一名人类杀手/刺客（assassin）。他的武艺和崔斯特·杜垩登（Drizzt Do'Urden）相当，但相反地，他心地邪恶，手段毒辣。
阿提密斯·恩崔立最早出场是在R·A·萨尔瓦多的《碎魔晶》中，并在后续作品中多次登场，起了反派角色的作用。最近，R·A·萨尔瓦多以他为主角创作了《佣兵三部曲》，进一步完善了他的形象。

## 生平
阿提密斯·恩崔立出生在曼农，九岁来到卡林港。在那里他占据了一条街道，占山为王。十四岁时他通过了巴沙多尼公会的测试，加入了该公会。在杀死首任师傅会长副手西博斯·罗尤赛特后，他获得会长巴夏巴沙多尼青睐，成为其副手。后来他又为巴夏普克服务，是普克公会头号杀手。
在半身人瑞吉斯偷走普克一颗红宝石魔坠后，恩崔立被派出去追捕瑞吉斯。经过两年调查,恩崔立发现瑞吉斯躲在冰风谷的十镇，但当他赶到时，瑞吉斯已经逃跑并加入矮人布鲁诺·战锤、黑暗精灵崔斯特·杜垩登、野蛮人沃夫加的寻找秘银厅队伍了。恩崔立挟持了布鲁诺·战锤的养女凯蒂布莉儿，开始追踪他们。在路斯坎，恩崔立与巫师塔的法师丹帝巴达成交易，丹帝巴派出法师以及魔像跟他一起追捕崔斯特一伙。
在秘银厅附近，恩崔立接近了崔斯特他们。凯蒂布莉儿用计逃脱后与崔斯特他们会合，一起发现了秘银之厅。而恩崔立也尾随而至，并与崔斯特发生了战斗。战斗中恩崔立和崔斯特落入陷阱，掉到秘银厅底层的坑道。为了逃生，他们暂时合作，找到了出路。目睹了布鲁诺火烧影龙烁影的场面后，恩崔立绑架了瑞吉斯和崔斯特的黑豹雕像离开。
恩崔立带着瑞吉斯回到卡林港交差后，崔斯特、沃夫加、布鲁诺和凯蒂布莉儿也赶来救瑞吉斯。在普克公会的下水道，恩崔立和崔斯特再次激战，尽管占据地利和体力优势，恩崔立还是落败逃跑，而巴夏普克被布鲁诺他们杀死，被救出的瑞吉斯接管了公会。
不久，恩崔立赶走了瑞吉斯，后者逃到了被布鲁诺收复的秘银厅（血脉部分暂空缺）。
达耶特佣兵团团长贾拉索（·班瑞）救了恩崔立，并把他带到幽暗地域的魔索布莱城。作为一个iblith(非卓尔、粪便)，他发现自己在这里一无是处，倍受歧视和侮辱，永无出头之日。一次，他不堪屈辱杀死了一名主母，尽管他并不知道这一点，贾拉索为他遮掩了真相。后来，崔斯特返回魔索布莱，恩崔立在东尼加顿湖中的小岛上和崔斯特又一次恶斗，终于将崔斯特打落山崖，使得他被班瑞家族逮捕。当凯蒂布莉儿赶来营救崔斯特时，恩崔立与她联合，以救出崔斯特来交换离开幽暗地域的通路。在贾拉索默许下，他们偷到了蜘蛛面具，潜入了班瑞家族，最终救出了崔斯特，杀死了武技长丹卓·班瑞，祭司凡德斯·班瑞、昆赛尔·班瑞，制造了混乱，逃出了魔索布莱，回到地表。
回到卡林港，在黄铜赌局，他见到了以前的朋友，半身人顿顿·泰戈维斯，并为他墮落的现状感到失望和痛心，不过他还是与黄铜赌局老板，顿顿的堂妹，女半身人瓦维尔·泰戈维斯达成了信息交换的协议。面對恩崔力的突然回歸，為此感到戒慎的卡林港几大统治公会下达了“藻围”的命令，要求孤立恩崔立。杀手道格·佩里意图杀死恩崔立為自己揚名立威，但恩崔立轻易解决了他。随后，巴沙多尼公会接纳了恩崔立。而面对第一个任务——杀死一个“骆驼”（公会的临时搬运工），恩崔立感到不屑和羞辱，放过了那个“骆驼”。为此他又遭到了巴沙多尼公会的追杀。尽管他躲过了前两次追捕，但第三次，在与战斗法师莫利·帕里索的战斗中，恩崔立完全处于下风。在千钧一发之际，黑暗精靈佣兵头子贾拉索再度出現並救了恩崔立，并要求他成為达耶特佣兵团在地面發展勢力的合作夥伴，恩崔立答應了。
获得黑暗精灵支持后，恩崔立將道格·佩里所属的波迪尤公会（原普克公会）納入掌握之中，并依靠狗头人和黑暗精靈的力量攻打了巴沙多尼公会，杀死了公會領袖巴沙多尼以及一個幹部，然後吸收了剩下的公會幹部及成員，成为实际意义上的公會巴夏(公會首領)。
贾拉索用计从崔斯特手中得到了碎魔晶，并将他诱入魔晶塔中，安排他与恩崔立做最后的决斗。在势均力敌的战斗中，崔斯特获得胜利，但贾拉索利用魔法使恩崔立以為自己不小心偷襲並杀死了崔斯特(實際上崔斯特並沒有死亡，賈拉索甚至醫好了崔斯特並放走了他)。從執著於與崔斯特分出高下的生命困局中获得解脱的恩崔立回到黄铜赌局，親手將另一個走在生命困局的好友顿顿給解決了。
恩崔立想得到属于达拉巴德酋长柯林·苏雷兹的长剑“查伦之爪”，以对抗贾拉索的副手法师莱基·邦达列克和心灵异能者金穆瑞·欧布罗扎。在派告密者沙拉吉·奥祖尔问价未果后，恩崔立试图煽动贾拉索进攻达拉巴德要塞。这一点与贾拉索以及碎魔晶在城外扩张的念头不谋而合。贾拉索在达拉巴德竖起了魔晶塔，派出黑暗精灵发起进攻。在黑暗精灵攻城的同时，恩崔立潜入了要塞，击败了持有查伦之爪的柯林·苏雷兹（或者说查伦之爪背弃了苏雷兹），赢得了长剑和配套(能吸收魔法能量并反制对手的护手)。
莱基和金穆瑞对贾拉索滞留地面的做法不满，想要发动政变推翻贾拉索。恩崔立发现了这一情况，并发现贾拉索已沉迷于碎魔晶的力量的幻像中不能自拔。恩崔立与瓦维尔设计骗过莱基和金穆瑞，用仿制的碎魔晶调换了真品，和贾拉索一起躲过了莱基和金穆瑞的偷袭，逃出了达拉巴德。随后，他们开始朝雪片山脉的高飞之灵修道院前进，好让牧师卡德利·邦那杜斯毁掉碎魔晶。在击败莱基和金穆瑞几次追杀后，他们终于到达高飞之灵，与卡德利会面。尽管两伙人互相厌恶，尤其是恩崔立和卡德利的妻子丹妮卡，他们还是联合起来到红龙赫淮斯托斯的巢穴去摧毁碎魔晶。他们成功激发了红龙的火焰喷吐，但莱基和金穆瑞却趁乱攫取了碎魔晶。在一场混战中，恩崔立与丹妮卡势均力敌不分胜负，恩崔立杀死了伯殷永·班瑞，而贾拉索利用红龙消灭了莱基和碎魔晶。恩崔立救出了丹妮卡，但他和贾拉索还是与卡德利分手，并与现任达耶特佣兵团团长金穆瑞和平交接分开了。
奇怪的的是，恩崔立和贾拉索来到了达马拉和瓦萨之门，开始了赏金猎人的工作。同时，他们也为黄铜龙姐妹塔蜜珂拉和伊妮扎拉服务。

## 出场
- 冰风谷三部曲
  - 碎魔晶
  - 白银溪流
  - 半身人的魔坠
- 血脉系列
  - 血脉
  - 无星之夜
- 黑暗之途系列
  - 无声之刃
  - 魔晶仆从(後改列為傭兵系列首本)
- 佣兵系列
  - 魔晶仆从
  - 巫王的承诺
  - 族长之路

## 武器
当阿提密斯·恩崔立刚出场时，他使用军刀和匕首的组合。这把匕首镶有宝石，能够吸取他人的生命力为持有者所用。军刀在与崔斯特的战斗中丢失。后来，在攻占达拉巴德绿洲时，他获得了长剑“查伦之爪”。

这把长剑的剑锋轻薄纤细，犹如剃刀一般锋锐，锋刃上还隐约闪烁着红色的光芒，其长度被设计成正好适合隐藏在斗篷下面的造型，剑头型似长镰，正中一道贯穿剑身的黑色血槽尤其引人注目。恩崔立尽量张开手掌，好让法师能够看清剑柄圆头上镶嵌的半截骷髅饰物，以及看上去犹如漂白的脊椎骨一样的剑柄。沿着剑柄一直到护手部分都雕刻着类似于脊骨和肋骨般的装饰物，而护手本身则制作成骨盆形状，两条长长的伸展开来的腿骨弯向头部，因此持有者的手掌正好可以巧妙的握持在这个“骨骼嶙峋”的边缘上。剑柄圆头，剑柄本身和护手都是苍白的，看上去活像漂白的骨头－极其完美的惨白，除了骷髅的眼窝部位，第一眼看上去那里仿佛是一对黑色的深窝，但是随后就会发现里面闪烁着血红的火焰。

——《魔晶仆从》
这把长剑是由耐色瑞尔人铸造的，是一把致命，有自我意识，并且古老而邪恶的武器。任何在没有保护的情况下接触或者握持这把长剑的人都必须与其进行一场意志的较量。这是一项高难度的任务，因为这把长剑的意志极其坚定。如果长剑的持有者在这场较量中落败，他/她的灵魂就会被长剑毁灭，头部的皮肤和血肉也会燃烧殆尽。这个能力可以被长剑的持有者所使用，但是这需要让长剑和敌人延长接触几秒钟才能生效（曾经有人看到恩崔立用长剑刺穿敌人并让这个能力生效）。
查伦之爪可以根据持有者的意愿在空气中留下一片烟幕，在战斗中制造出临时的不透明墙壁，同时还能产生一种奇怪的黑光，使持有者在黑暗中拥有夜视能力。这把长剑同样是一把附魔武器，因此即使是一处小伤口最后也会演变成致命的伤害，因为伤口会迅速溃烂，最后使得受害者中毒。如果不能在意志较量中击败这把长剑，那么唯一安全使用它的途径就是戴上一只经过附魔的，点缀着红色缝线的黑色魔法手套，这只手套可以保护他/她免受长剑的影响。此外，手套可以侦测，吸收并改变魔法能量和心灵异能的方向，只要法术的目标是手套的穿戴者。目前，恩崔立和凯恩大师是已知仅有的击败了长剑意志的人类，因此他们可以不带手套就挥舞这把长剑，而不必担心恐怖的死亡。
然而，这只手套最近在恩崔立和他的黑暗精灵同伴贾拉索一起英勇的闯入一名巫妖的法师塔的时候被毁坏了。尽管恩崔立仍然能够全凭自身的意志力压制查伦之爪，但却失去了手套带给他的对抗魔法和心灵异能的强大的防御力量。不过，在《族长之路》一书将近结尾的时候，贾拉索“修复”了这只手套（他有一只几乎一模一样的手套复制品，拥有相同的力量，是由他的副官金穆瑞·欧布罗扎制造的），并把他归还给恩崔立。

## 资料出处
- 短篇集《恶名国度》之《第三阶》
- 短篇集《阴影国度》之《奇异的长剑》
- 短篇集《龙之国度》之《无芯在阴间之中》Wickless in Nether
- 长篇《碎魔晶》、《白银溪流》、《半身人的魔坠》、《血脉》、《无星之夜》、《无声之刃》、《魔晶仆从》、《巫王的承诺》、《族长之路》